# Lenka Vymazalová
Lenka Vymazalová (Litoměřice, 1959. június 15. –) olimpiai ezüstérmes csehszlovák válogatott cseh gyeplabdázó.

## Pályafutása
A Slavoj Vyšehrad játékosa volt és két csehszlovák bajnoki címet szerzett a csapattal. 18 alkalommal szerepelt a nemzeti csapatban. Tagja volt az 1980-as moszkvai olimpián ezüstérmes csehszlovák válogatottnak.

## Sikerei, díjai
- Olimpiai játékok
  - ezüstérmes: 1980, Moszkva
- Csehszlovák bajnokság
  - bajnok: 1985, 1987